# Земельный суд Кремс-ан-дер-Донау
Земельный суд Кремс-ан-дер-Донау (нем. Landesgericht Krems an der Donau|Landesgericht Krems an der Donau (LG Krems an der Donau)) — государственный региональный суд компетентной юрисдикции федеральной земли Нижняя Австрия. Суд расположен в городе Кремс-ан-дер-Донау.
Адрес суда: 3500 Кремс-ан-дер-Донау, Йозеф-Вихнер-Штрасе, 2, тел. +43 2732 809.
Географические координаты Земельного суда Кремс-ан-дер-Донау: 48°24′32″ с. ш. 15°35′41″ в. д.
Руководство суда (2016):
- Председатель земельного суда — должность вакантна[3];
- заместитель председателя суда — Доктор Рихард Зимзалик;
- администратор суда — Хермине Виммер;
- зам. администратора суда — Марио Пирингер.

## Полномочия суда
Земельный суд Кремс-ан-дер-Донау является судом региональной инстанции и  рассматривает уголовные и гражданские дела, поступающих от пяти, существующих в настоящее время, районных судов Нижней Австрии, находящихся в территориальной подсудности данного суда (Вайдхофен-ан-дер-Тайя, Гмюнд-ин-Нидерэстеррайх, Кремс-ан-дер-Донау, Хорн и Цветль). Он также рассматривает гражданские правовые отношения (за редкими исключениями) с суммами спора более 15 000 евро. Кроме того, Земельный суд Кремс-ан-дер-Донау, рассматривает апелляции на постановления районных судов Нижней Австрии, находящихся в территориальной подсудности данного суда, а также рассматривает дела по трудовому и социальному законодательству Австрии в этой части федеральной земли Нижняя Австрия независимо от суммы спора. Ведение реестра всех компаний, созданных в Нижней Австрии, находящихся в территориальной подсудности данного суда, также является прерогативой для Земельного суда Кремс-ан-дер-Донау.
Территориальная юрисдикция Земельного суда Кремс-ан-дер-Донау охватывает всю северо-западную часть федеральной земли Нижняя Австрия и распространяется на штатутарштадт Кремс-ан-дер-Донау и её пять политических округов: Вайдхофен-ан-дер-Тайя, Гмюнд, Кремс, Хорн и Цветль. Вышестоящим судом для него является Высший земельный суд Вены.

## Здание суда
Земельный суд Кремс-ан-дер-Донау в настоящее время располагается в здании на Йозеф-Вихнер-Штрасе, 2.
- Цокольный этаж: входной контроль, приём платежей и помещения районного суда Кремс-ан-дер-Донау.
- 1-й этаж: залы судебных заседаний D, J, K, L, зал суда G, департамент по уголовным делам, департамент по гражданским делам, департамент по делам банкротства, департамент по ведению реестра компаний, бухгалтерия и бюро земельного суда.
- 2-й этаж: судебные залы A — C и помещения прокурора и прокуратуры Кремс-ан-дер-Донау.

Доступ в здание находится в прихожей справа.

## История
Предыстория
Революция 1848 года повлияла существенным образом на австрийскую юрисдикцию того времени, сформировав предпосылки, действующие и по сегодняшний день. Судоустройство, созданное в те времена, существенно не претерпело изменений до нашего времени. Было создано четыре уровня судов следующих типов: районные суды, земельные суды, высшие региональные (апелляционные) суды и Верховный суд. Эти четыре вида судебных инстанций  были дифференцированы по размеру иска или тяжести преступления, вплоть до апелляции принятых ими решений в вышестоящих судах. Верховный суд, как последняя инстанция, уже был в Вене и во времена империи и его функции с 1918 года до сегодняшнего дня (за исключением периода национал-социализма) оставались практически неизменными.
Следующий уровень, ниже Верховного суда, формируется высшими судами. В 1855 году их было во всей империи девятнадцать, а сегодня их осталось в Австрии только четыре, а именно — в Вене, Граце, Инсбруке и Линце. Они действуют в основном в качестве апелляционных судов. Далее следуют так называемые суды первой инстанции. Этот собирательный термин стал необходимым, поскольку, помимо районных судов, были ещё земельные, а также другие специальные районные суды: коммерческие, ювенильные и по вопросам социального и трудового права. Из всех этих судов, существовавших со времён монархии, естественно, уже значительное число не существует. В пределах современной Австрии их было первоначально семнадцать, а в настоящее время  — двадцать после того, как был распущен в 2003 году Венский суд по делам молодёжи. 
Иерархия
В юрисдикции Высшего земельного суда Вены — Земельный суд Вены по гражданским делам, Земельный суд Вены по уголовным делам, Земельный суд Айзенштадта, Земельный суд Винер-Нойштадта, Земельный суд Корнойбурга, Земельный суд Кремс-ан-дер-Донау и Земельный суд Санкт-Пёльтена. Кроме того, под его юрисдикцию подпадают также Венский коммерческий суд и Венский суд по труду и социальным вопросам. Самый низкий уровень юрисдикции, в конечном счёте, формируется в районных судах. В Нижней Австрии (в современных границах) было 79 районных судов, из которых в сферу деятельности (юрисдикцию) Земельного суда Кремс-ан-дер-Донау подпадали 26. Это количество судов сохранялось довольно длительное время, пока не сократилось до пяти. Районные суды, подпадающие под юрисдикцию Земельного суда Кремс-ан-дер-Донау, в настоящее время располагаются в Вайдхофен-ан-дер-Тайя, Гмюнде, Кремс-ан-дер-Донау, Хорне и Цветле. За последние 160 лет помимо судебных слияний и модификации их размеров юрисдикция районных судов изменяется и из-за дифференциации пределов стоимости иска, переименований, что было естественно. Снова и снова на основании предложений или идей для реальной поддержки и изменений в содержании этой организации судебной системы. К примеру, речь шла о реорганизации трибуналов первой инстанции с распространением этой программы на районные суды. Эти суды должны были быть усилены и для того, чтобы отказаться от апелляционных судов. Но это реформирование было заблокировано. Вся система австрийского судоустройства поэтому с середины XIX века в основном устоялась и осталась практически без изменений в вертикали власти и применяется до сих пор.
Формирование суда

## Лицензия
- Лицензия (нем.): Namensnennung 3.0 Österreich (CC BY 3.0 AT)